# Пантусов, Николай Николаевич
Николай Николаевич Пантусов (1849—1909) — российский востоковед, археолог, филолог, нумизмат, этнограф; чиновник особых поручений при военном губернаторе Семиреченской области.

## Биография
Родился в Николаеве Херсонской губернии 11 мая 1849 года[по какому календарю?].
В 1867 году окончил с серебряной медалью 7-ю Санкт-Петербургскую гимназию; в 1871 году — факультет восточных языков Петербургского университета по арабо-персидско-турецко-татарскому разряду. Учился у известного профессора В. В. Григорьева. Некоторое время преподавал в Одесском Ришельевском лицее, где написал свою магистерскую диссертацию о «ярлыках», которые ханы Золотой орды выдавали русскому духовенству.
Вместе с золотой медалью за дипломную работу по арабской географической литературе Николай Пантусов получил и право остаться на университетской кафедре — для подготовки к профессорскому званию. Однако предпочёл службу. Его приписали к канцелярии губернатора Туркестанского края, где в течение 36 лет он совмещал государственную службу с научными занятиями.
С 1874 года Н. Пантусов жил в городе Верный (ныне Алматы). Занимал ответственные должности в Семиреченском областном правлении, руководил работой административных комиссий, всех учебных заведений, библиотек, типографий, был членом Туркестанского и Семиреченского статистических комитетов, курировал работу съездов казахских биев. В 1880-е был начальником Кульджинской канцелярии, где основал школу переводчиков с тюркских языков.

Нет такой тропинки, такого ущелья на территории Алматинской области, где бы не побывал он — высокий сухощавый человек с благородной внешностью. — А. Володев «Летописец из Семиречья»
19 апреля 1889 года Н. Н. Пантусов стал действительным членом Московского археологического общества, а 30 октября 1896 утверждён членом-сотрудником Императорского Русского археологического общества.
Неоднократно исполнял обязанности Вице-Губернатора Семиреченской области.
В 1898 г. стал членом комитета по постройке нового собора в г. Верном.
С 1906 г. — Председатель комиссии по организации курсов изучения местных языков в Туркестанском крае.
В августе 1907 года Николай Николаевич вышел в отставку. В 1908 году вернулся в Николаев и в том же году был избран почетным членом Верненского благотворительного общества.
Умер 11 мая 1909 года[по какому календарю?]. Похоронен в семейном склепе Пантусовых в Николаевском некрополе.
Судя по всему, после смерти Н. Н. Пантусова осталось большое количество неопубликованных научных материалов, на сбор которых у него ушёл не один десяток лет, но распорядиться ими было некому.

## Научная деятельность
Совмещая свои научные интересы со службой, Николай Николаевич Пантусов успевал изучать археологию, этнографию, фольклористику и географию Семиреченского края; освоил узбекский, казахский и уйгурский языки. Неутомимо собирал материалы по истории и быту народов Центральной Азии; изучал азиатскую нумизматику, рукописи, архитектуру и состоял в деятельной переписке с учёными сообществами и музеями столицы.
Большой заслугой перед наукой стала публикация образцов таранчинского диалекта на новоуйгурском языке, — за труд о песнях таранчей Н. Н. Пантусов был награждён малой золотой медалью Русского географического общества. Были собраны и опубликованы также образцы казахского и узбекского языков: «Материалы к изучению казак-кыргызского наречия» в VI частях, куда входили казахские пословицы, сказки, песни, поверья; «Памятник Козу-Керпечь и Баян-Солу» с текстом казахской легенды и описанием могил героев; ферганские фрагменты из рукописи «Записки султана Бабера»; частичное описание архивов кокандских ханов.
Пантусов проявлял интерес и к археологическим памятникам: изучал наскальные рисунки и надписи, занимался их расшифровкой; трижды организовывал раскопки курганов, — двух на правом берегу реки Весновка и одного между реками Карасу и Большая Алматинка. При этом был страстным коллекционером.
В 1898 г. по инициативе Пантусова был образован Семиреченский областной музей, основу которого составила его собственная археолого-этнографическая коллекция, вошедшая позднее в состав коллекций Центрального Государственного музея Казахстана. Здесь же хранятся сделанные Пантусовым фотопортреты жителей Верного.
В археологии его имя широко известно в связи с открытием и изучением в Семиречье христианских кладбищ с каменными надгробиями. В частности, в археологических фондах музея хранится собранная им коллекция надгробных камней IX—XIII веков с крестами и сирийскими надписями с древнего несторианского кладбища, расположенного вблизи Бишкека. — Надгробия были едва ли не первым доказательством существования христианских общин на территории Туркестана в домонгольский период.
Н. Н. Пантусов — автор 111 публикаций. Зачастую он был первым научно подготовленным издателем обнаруженных им материалов, к примеру, творчества уйгурского поэта Биляла Назима. Среди других публикаций, представлявших немалый интерес для его современников, можно назвать: «Фергана, по „Запискам султана Бабура“»; «Тарихи Шахрохи. История владетелей Ферганы. Сочинение муллы Ниязи Мухаммед бен Ашур Мухаммед, Хокандца»; «Древности Средней Азии. I. Китайский победный памятник на горе Гедынь-Шань. II. Каменный Бурхан в Токмакском уезде Семиреченской области»; «Археологическая поездка в Семиреченскую область», «Город Алмалык и мазар Туглук-Темурхана», «Заметки о древности Семиреченской области» и др.

## Награды
- Малая серебряная медаль РГО (1871)[6]
- Орден Св. Анны 3-й степени (1878)
- Орден Св. Станислава 2-й степени (1882)
- Орден Св. Анны 2-й степени (1883, взамен ранее полученного Ордена Св. Станислава 2-й степени)
- Малая золотая медаль РГО (1886)[6]
- Персидский орден Льва и Солнца 2-й степени (1899)
- Китайский орден двойного дракона 2-й степени 3-го разряда (1903)